# Lupu C. Kostaki
Lupu C. Kostaki (n. 9 aprilie 1851 - d. 15 iulie 1923) a fost urmașul unei vechi familii boierești din Moldova, fiul lui Constantin Kostaki și al Elenei, fiica agăi Gh. Kostaki, mare proprietar, la Ciortolom, în județul Tutova, la 11 km de Bârlad.
Studiază pe rând la Bârlad, Galați (unde gazdă a fost Sultana, mama lui Alexandru Ioan Cuza), București, iar mai apoi la sfatul lui P.P. Carp, tatăl său l-a trimis să învețe la Gimnaziul Francez din Berlin, urmând câteva semestre și cursurile Institutului Politehnic din Zürich. Reîntors în țară, a îndeplinit numeroase demnități publice. A fost polițai al orașului Bârlad, între 8 mai 1877 și 9 martie 1878. A debutul în funcțiile publice pe 20 mai 1876, când e numit subprefect al județului Tutova, director general al penitenciarelor (1887-1888), iar la 23 martie 1888 ajunge secretar general al Ministerului de Interne, iar un an mai târziu e prefect al județului Prahova. Din 1911 este numit membru al Consiliului Administrativ Permanent al Ministerului de Interne.
La izbucnirea Primului Război Mondial era membru al Consiliului Superior Administrativ. A făcut parte din tabăra germanoﬁlilor, tutelată de personalitatea lui Petre P. Carp. La retragerea autorităților și a familiei regale în Moldova, Lupu Kostaki a rămas în București, cu acordul lui Ion I.C. Brătianu, și a preluat funcția de girant al Ministerului de Interne pentru perioada ocupației militare. Aceasta trebuia să colaboreze cu administrația militară germană. În realitate, administrația românească se afla sub directa comandă a Administrației Militare Române, condusă de generalul german Tulf von Tschepe und Weidenbach în calitate de guvernator militar.
Autoritățile germane i-au recunoscut aceste atribuții până la semnarea Păcii din București. Interstițiul a coincis cu cele mai controversate acțiuni din cariera lui politică și administrativă. La 29 martie 1919 Curtea Marțială a emis un mandat de arestare sub acuzația că a înlesnit operațiunile inamicului și a subminat autoritatea regelui în teritoriul ocupat. După câteva luni de închisoare petrecute la Văcărești, Kostaki a fost pus în libertate și apoi exonerat de acuzații ca urmare a amnistiei acordate prin decret regal. A murit la Dealu Mare, în ziua de 15 iulie 1923, fără putința de a-și publica memoriile în timpul vieții.